# 香月線
香月線（日语：／ Katsuki sen */?）曾經是一條連結日本福岡縣中間市的中間站至同縣北九州市八幡西區的香月站，屬於日本國有鐵道（國鐵）的鐵路線（地方交通線）。根據1980年（昭和55年）實施的國鐵再建法，翌年9月獲指定為第1次特定地方交通線，1985年（昭和60年）4月1日全線廢除。

## 路線資料（廢除時）
- 路線距離（營業距離）：3.5公里
- 軌距：1067毫米
- 站數：4個（包括起點站）
- 複線路段：沒有（全線單線）
- 電氣化路段：沒有（全線非電氣化（日语：非電化））
- 閉塞方式：

## 車站列表
接續路線的公司名、所在地以香月線廢除時為準（筑豐鐵道以該鐵路廢除時為準）。所有車站都位於福岡縣。
| 中文站名 | 日文站名 | 英文站名 | 站間距離 | 營業距離 | 接續路線                                                          | 所在地           |
| -------- | -------- | -------- | -------- | -------- | ----------------------------------------------------------------- | ---------------- |
| 中間     |          |          | -        | 0.0      | 日本國有鐵道：筑豐本線                                            | 中間市           |
| 新手     |          |          | 1.3      | 1.3      | 筑豐電氣鐵道線（筑豐中間站：徒步聯絡）                            | 中間市           |
| 岩崎     |          |          | 1.4      | 2.7      |                                                                   | 中間市           |
| 香月     |          |          | 0.8      | 3.5      | 筑豐鐵道（1954年10月1日廢除） 筑豐電氣鐵道線筑豐香月站往西約1公里 | 北九州市八幡西區 |

- 全線都包括在福岡近郊區間。